# La Pedraja de Portillo
La Pedraja de Portillo ist ein nordspanischer Ort und eine Gemeinde (municipio) mit 1.175 Einwohnern (Stand: 2024) in der Provinz Valladolid in der autonomen Region Kastilien-León. Zur Gemeinde gehört neben dem gleichnamigen Hauptort die Ortschaft El Cardiel.

## Geografie
La Pedraja de Portillo liegt im Süden der Provinz Valladolid etwa 16 Kilometer südsüdöstlich vom Stadtzentrum von Valladolid in einer Höhe von ca. 715 m. Im Gemeindegebiet liegt der Flugplatz Corvejón und Quemados (Aeródromo de Corvejón y Quemados).

## Bevölkerungsentwicklung
| 1030 | 1109 | 996 | 962 | 1036 | 1098 | 1163 | 1122 |

## Sehenswürdigkeiten

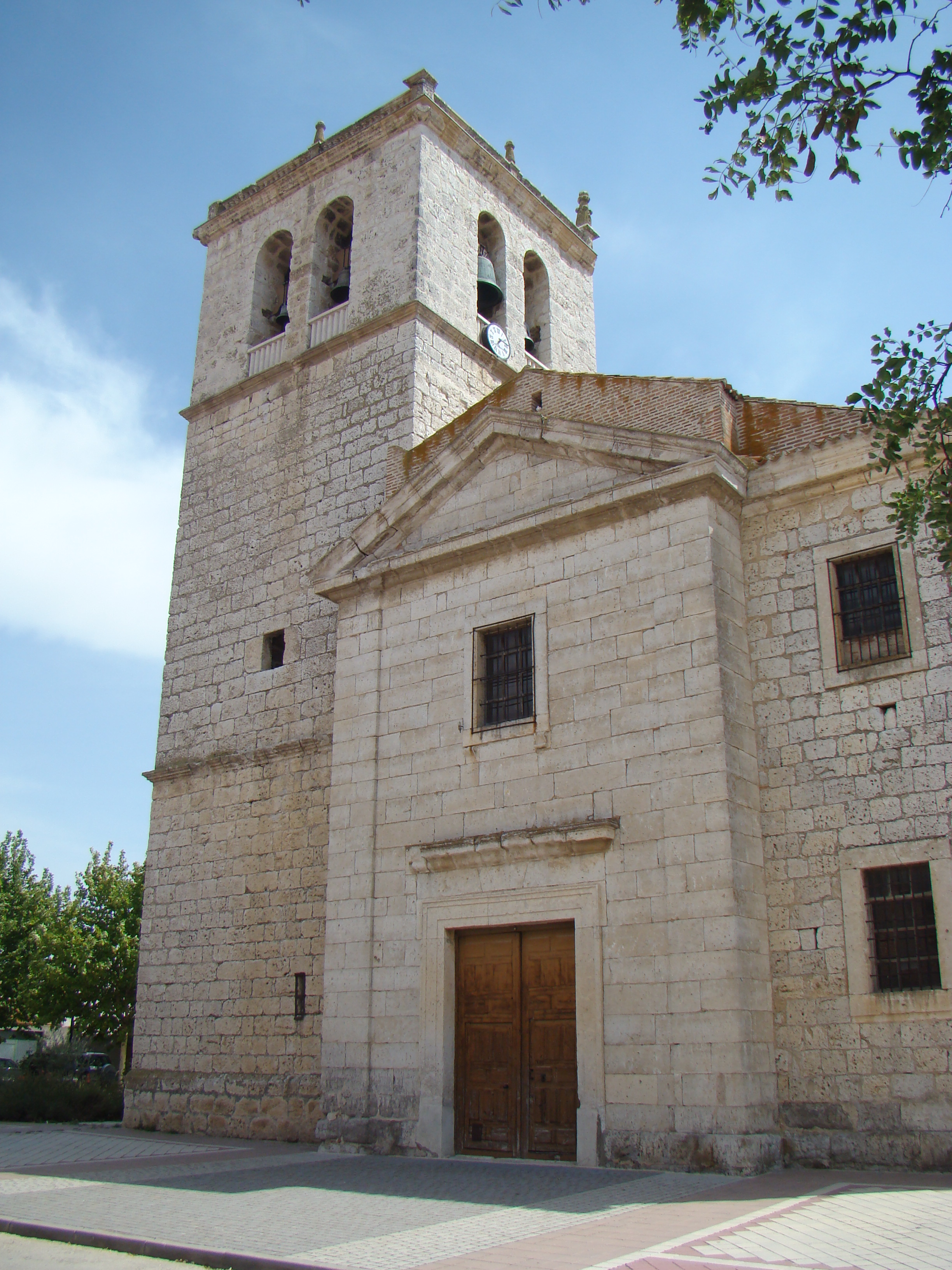
Kirche Mariä Himmelfahrt
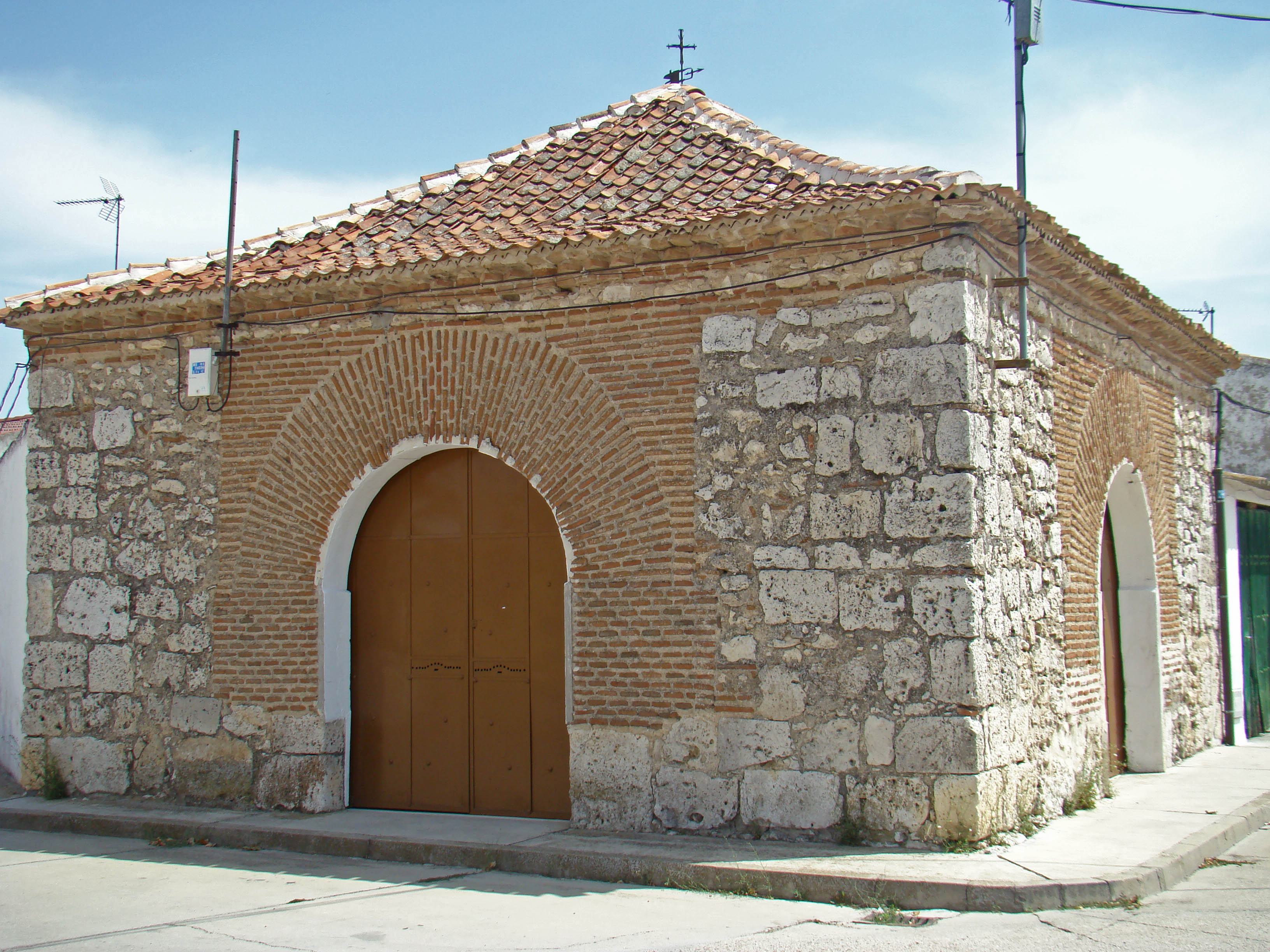
Christuskapelle

- Kirche Mariä Himmelfahrt
- Christuskapelle